# Авдеев, Тимофей Петрович
Тимофе́й Петро́вич Авде́ев (13 февраля 1918 — 6 июля 1944) — участник Великой Отечественной войны, командир танковой роты 226-го отдельного танкового полка 23-й армии Ленинградского фронта, Герой Советского Союза (1945), старший лейтенант.

## Биография
Родился в 1918 году в селе Верхняя Гнилуша в крестьянской семье. Русский.
Окончив в 1932 году неполную среднюю школу (7 классов), работал в колхозе, затем — секретарём сельского Совета.
В 1939 году по комсомольской путёвке приехал в Омск, работал на стройке.
Осенью 1939 года Кировским райвоенкоматом города Омска был призван в РККА, окончил танковое училище.
Участник Великой Отечественной войны с 22 июня 1941 года, в первый день войны вступил в бой на Северо-Западном фронте.
Член ВКП(б) с 1943 года.
Командир танковой роты 226-го отдельного танкового полка (23-я армия, Ленинградский фронт) старший лейтенант Тимофей Авдеев особо отличился в первую неделю июля 1944 года в бою на южном берегу реки Вуокса.
6 июля 1944 года на Карельском перешейке машина командира танковой роты старшего лейтенанта Авдеева оказалась перед сильно укреплённой высотой 44,5 с очень крутыми склонами. Наступавшая следом за танками пехота залегла. Авдеев решил штурмовать высоту. Экипаж танка огнём из орудия и пулемёта нанёс неприятелю значительный урон. Когда танк Авдеева приблизился к вражеским позициям на расстояние 50 метров, противник начал отступать и высота была взята.
Выскочив из боевой машины, старший лейтенант Т. П. Авдеев водрузил на вершине Красный флаг. В этот момент отважный офицер-танкист был смертельно ранен. Падая, он успел крикнуть пехотинцам: «Друзья, вперёд!» Воины поднялись в атаку и очистили высоту от врагов.
В наградном листе Авдеева  на представление к званию Героя Советского Союза от 8 июля 1944 года записано:

Героический подвиг совершил четырёхорденоносец старший лейтенант Авдеев в ожесточенном бою по разгрому финского плацдарма на южном берегу Вуокси 6.7.44 года.Стремительно вырвавшись вперед на... боевой машине, огнем и гусеницами расчищал путь нашей пехоте, тов. Авдеев направил танк на высоту 44.5 (северная), с которой финны вели шквальный огонь по нашей пехоте. Подходы к высоте и подъём для танка были почти недоступны. Наша пехота залегла под огнем противника. Тов. Авдеев принял дерзкое, смелое решение. Ведя сильный огонь из орудия и пулемётов, его танк взобрался на высоту. Финны не выдержали этой атаки и побежали. Товарищ Авдеев вышел из танка, чтобы поставить на высоте красный флаг, ему помогали пехотинцы, но вражеская пуля смертельно ранила героя.
Указом Президиума Верховного Совета СССР от 24 марта 1945 года за образцовое выполнение боевых заданий командования на фронте борьбы с немецко-фашистскими захватчиками и проявленные при этом мужество и героизм старшему лейтенанту Авдееву Тимофею Петровичу посмертно присвоено звание Героя Советского Союза.

## Награды
- Медаль «Золотая Звезда» Героя Советского Союза[2]
- Орден Ленина[2]
- Два ордена Отечественной войны I степени[2]
- Орден Отечественной войны II степени[2]
- Орден Красной Звезды[2]

## Память
- Похоронен в городе Выборге Ленинградской области: Воинское захоронение № 36,  г. Выборг, ул. Последняя, уч. 1.
- В селе Лозовое Воронежской области именем Авдеева названа улица, установлена мемориальная доска, открыта стела в память о Герое Советского Союза Т. П. Авдееве. На доме, где он жил, установлена мемориальная доска [5].